# Јанош II Другет
Јанош (II) Другет де Хомона био је мађарски племић напуљског порекла. Као малолетни син свог оца имењака, стигао је у Краљевину Угарску заједно са својом породицом, а након позива краља Карла I на прелазу из 1327. у 1328. годину, постајући тако најмоћнија породица у Угарској. Међутим, новоустоличени Луј I је 1342. године конфисковао већину богатства. Јоанош је наследио свог брата Николу као жупан округа Унг 1354. године. Јанош је био оснивач и први члан Хомонске гране породице Другет. То је једина преживела кадетска грана породице до почетка 15. века, па су сходно томе сви каснији чланови породице Другети потицали од Јаноша. Породица Другет је изумрла 1684. године.

## Кум краљице Клементије
Јанош II је био трећи и најмлађи син Јована I Другета и Паске де Бононенсија. Породица Другет је припадала напуљској елити ултрамонтанског (француског или провансалског) порекла, која је стигла у Апулију (јужна Италија) са Карлом I Анжујским 1266. године. До прве деценије 14. века, браћа Филип и Јанош Старији сматрани су најважнијим члановима породице. Док је Јован ступио у службу Клементије, краљице супруге Француске и Наваре,  Јован II је био много млађи од своје старије браће, Вилијама и Николе I, а највероватније и од Филипа II. Рођен је крајем 1310-их или почетком 1320-их, а његова кума је била сама краљица Клементија, према њеном последњем тестаменту из 1328. године. Такође су имали сестру, Клементију, која је била сличних година као и Јанош. Другетова деца су одрасла заједно на краљевском двору Клементије у Паризу и Екс-ан-Провансу. Извесно је да је Јанош тамо и рођен. 

## Каријера у Мађарској
Јаноша Другета и његову породицу је позвао краљ Карло I из Напуља у Угарску како би наследили богатство и моћ Филипа Другета, који је умро 1327. године. Док је Јован наследио свог брата као палатин Угарске, Вилијам, који је био у двадесетим годинама, је наследио богатство свог покојног ујака и велику провинцију у североисточној Угарској, одмах поставши најбогатији и најмоћнији магнат у Краљевини Угарској. У савременим мађарским савременим записима се Јанош не помиње све до 1343. године, вероватно због његовог малолетства. Када је Вилијам, без деце, саставио свој последњи тестамент у августу 1330. године, где је за наследника свих својих поседа одредио свог млађег брата Николу по принципу примогенитуре (другим речима, најмлађи брат Јанош II је био искључен из наслеђа).  Јанош је припадао пратњи свог краља Карла у Напуљском краљевству 1333. године, када је угарски монарх преговарао са својим ујаком Робертом, краљем Напуља.
Краљ Карло и Вилијам Другет су умрли у року од неколико недеља 1342. године. Пошто Вилијам иза себе није имао мушких потомака, Никола је наследио његово велико богатство и моћ у североисточној Угарско. Новоустоличени Луј I је конфисковао велику већину наследства, док су Другети лишени власти. Дана 7. јануара 1343. године одржано је судско рочиште, на којем су Никола и Јанош II (он је тада већ био пунолетан) поднели повељу како би доказали своје право на Вилијамово наслеђе. Као резултат тога, браћи су враћена три замка – Барко (Бреков, Словачка ), Јесено (Јасенов, Словачка) и Невицке (Невицке, Украјина )  од укупно девет колико су раније имали, и практично су потиснути назад на територију жупанија Унг и Земплен, релативно ненасељеног подручја на североисточном углу краљевства.  Никола и Јанош су постали поседници властелинства Хомона у Земпленској жупанији, које се састојало од 22 села, укључујући и његов центар Хомону (Хумен).  Након тога, Јанош се појављивао у савременим документима искључиво као пратилац свог старијег брата у контексту наследства и на парницама у наредној деценији, на пример током дуготрајне парнице између њих и Љељеса.
Након што је Никола именован за краљевског судију 1354. године, Јован га је наследио као жупан округа Унг.  Никола је умро следеће године, па је тако Јанош постао отац породице Другет. Имао је пет синова са својом неидентификованом супругом: Себастијана, Јаноша IV, Николу II, Стефана I и Фрању I, који нису обављали никакве функције током свог живота.  Опадајући период је почео у животу породице Другет, која је достигла најнижу тачку током владавине Жигмунда. Док су Николини потомци живели у Герењу (данашњи Хорјани, општина Ужгород), Јанош и његови синови управљали породичним имањима у Земпленској жупанији након могуће поделе наслеђа, успостављајући властелинство Хомона, одакле су његови потомци такође преузели свој племићки префикс, потпуно се интегришући у локално мађарско племство. Јован II је умро 1362. године. Хомонска грана породице, потомак Јована преко његовог сина Николе II, наставила је да постоји све до 1684. године, као једина преживела кадетска грана породице Другет. 